# F. 스콧 피츠제럴드
프랜시스 스콧 키 피츠제럴드(영어: Francis Scott Key Fitzgerald, 1896년 9월 24일 ~ 1940년 12월 21일)는 미국의 소설가이자 단편 작가이다. 
1896년 미국 미네소타주에서 태어났다. 그의 이름은 먼 친척으로 미국 국가 〈성조기여 영원하라〉를 작사한 프랜시스 스콧 키에서 따왔다.  
1913년 프린스턴 대학교 영어영문학과에 입학했으나, 1916년에 중퇴하고 미국 육군에 종군하여 제1차 세계대전에 참전했다. 미국 육군 장교 복무하던 중에 미국 육군포병학교를 거쳐 미국 육군보병학교를 졸업하였다. 
전쟁에서 죽기 전에 작품을 남기기 위해 집필한 《낭만적 에고이스트》는 출판되지 않았으나, 1920년 출판돼 큰 인기를 얻은 《낙원의 이쪽》에 80쪽가량 내용이 삽입되었다. 《낙원의 이쪽》에서 그는 티셔츠(T-shirts), 다이키리(daiquiri), 위키드(wicked, 뛰어난, 놀라운) 등의 단어를 최초로 사용했다.
1925년에는 현대 미국 문학의 걸작으로 간주되는 《위대한 개츠비》를 출판했다. 이 작품은 그의 생전에 2만 5000부가 팔렸으나, 사후에 점점 인기를 얻어 수천만 부가 판매됐다. 1940년 연인 셰일라 그레이엄의 집에서 심장마비로 사망했다. 

## 생애
- 1896 미네소타주 세인트폴에서 에드워드 피츠제럴드와 몰리 퀼리언의 사이에서 태어남. 긴 이름은 먼 친척으로 미국 국가 '성조기여 영원하라'를 작사한 시인 프랜시스 스콧 키[2]에게 물려받은 것임.
- 1909 첫 단편 작품 「레이먼드 저당의 신비」가 세인트폴 아카데미에서 발행하는 잡지 《지금과 그때》에 발표됨.
- 1911 뉴저지주의 뉴먼 스쿨에 입학, 키릴 시고니 웹스터 페이 신부를 만남. 신부는 피츠제럴드의 초기 지적 발전에 중대한 영향력을 끼침.
- 1913 프린스턴 대학 입학. 나중에 미국 문단에서 함께 활동한 에드먼드 윌슨, 시인 존 필 비숍과 친구가 됨. 《나소 문학 잡지》와 《프린스턴 타이거》에 단편, 희곡, 시 등을 발표.
- 1914 세인트폴에서 일리노이주 레이크포리스트 출신 16세 소녀 지니브러 킹을 만나 사귀었으나, 훗날 가난하다는 이유로 거절당함. 이 경험은 그의 모든 작품에 주요 모티브가 됨.
- 1917 지니브러 킹은 다른 남자와 약혼하고, 피츠제럴드는 프린스턴을 떠나 미 보병대 소위로 임관. 「낭만적 에고이스트(Romantic Egoist)」 집필 시작.
- 1918 앨라배마주 대법원 판사의 딸 젤다 세이어를 만남. 탈고를 끝낸 「낭만적 에고이스트」를 스크리브너스 출판사에 보내지만 출간을 거절당함.
- 1919 제1차 세계 대전이 끝나 군에서 제대한 뒤 뉴욕으로 가 배런콜리어 광고 회사에 입사함. 그의 미래가 불투명하다는 이유로 젤다가 약혼을 파기. 이후 사랑을 되찾겠다는 열망으로[3] 「낭만적 에고이스트」의 개작에 몰두했으며, 스크리브너스 출판사에서 '낙원의 이쪽'이라는 제목으로 출간을 허락.
- 1920 《낙원의 이쪽》(This Side of Paradise) 출간. 제목은 영국 시인 루퍼트 브룩의 애국적 전쟁시에서 따옴. 제1차 대전 당시의 상황과 전쟁의 정서적, 심리적 후유증을 반영한 이 작품의 엄청난 성공과 함께 경제적 여유를 얻음.[4] 남부로 금의환향하여 젤다와 결혼함. 가을 잡지 《스마트 셋》에 희곡 「오월제」를, 《새터데이 이브닝 포스트》에 「말괄량이 아가씨들과 철학자들」발표.
- 1922 화이트 베어 요트 클럽으로 이사하고, 《위대한 개츠비》의 줄거리를 처음 구성. 이후 피츠제럴드는 뉴욕으로 돌아와 링 라드너를 만나 《위대한 개츠비》의 배경이 되는 세상에 대해 알게 됨. 〈겨울 꿈〉(Winter Dream)이 메트로폴리탄 12월호에 게재.
- 1923 장편 희극 《야채》(The Vegetable)가 애틀랜틱시에서 시험 공연 실패. 이후 피츠제럴드는 빚을 갚기 위해 다섯 달 동안 단편소설 집필에 전념.
- 1924 유럽으로 이주. 남프랑스 앙티브에서 사라 머피와 만남. 이 경험은 《밤은 부드러워》의 줄거리에 중심 역할을 함. 〈면제〉(Absolution)가 <아메리칸 머큐리> 6월호에 개제. 《위대한 개츠비》의 초고 집필 및 개작에 들어감.
- 1925 《위대한 개츠비》(The Great Gatsby) 출판. 프랑스 파리 몽파르나스에서 어니스트 헤밍웨이를 만나고, 파리 근교에서 이디스 워튼을 만남.
- 1926 《레드북》에 1월, 「부잣집 아이(The Rich Boy)」가 출간되고, 2월 「모든 슬픈 젊은이들(All the Sad Young Men)」이 출간.
- 1927 할리우드 영화사에서 일하기 시작. 그곳에서 《밤은 부드러워》에 나오는 로즈마리 호이트의 모델이 된 로이스 모런과 사귐.
- 1929 「벨라의 최후(The Last of the Belles)」가 새터데이 이브닝 포스트에서 출판됨.
- 1930 젤다가 신경쇠약 증세를 보이기 시작. 병 치료를 위해 스위스로 이주하고 젤다는 프랭잰스 진료소에 입원.
- 1931 아버지가 세상을 떠남. 「다시 찾은 바빌론」이 새터데이 이브닝 포스트 2월호에 개제. 미국으로 돌아온 그는 할리우드로 가 메트로-골드윈-메이어 사에서 일함.
- 1932 젤다가 재발한 신경쇠약으로 메릴랜드주 존스 홉킨스 대학병원에 입원함.
- 1934 젤다가 신경쇠약으로 쓰러짐. 《밤은 부드러워》(Tender is the Night) 출간함.
- 1935 병에 걸려, 휴양을 위해 트라이턴과 애슈빌에 머뭄. '붕괴'라는 에세이집에 실리는 글을 이때 집필.
- 1936 젤다, 애슈빌의 하일랜드 정신병원에 입원. 어머니가 세상을 떠남.
- 1937 그는 세 번째로 할리우드로 가 MGM과 6개월간 계약을 맺음. 이 무렵에 칼럼니스트 셰일러 그레이엄과 만남. 두 사람의 교제는 피츠제럴드가 사망할 때까지 계속됨.1937년, 칼 반 베흐텐이 촬영한 피츠제럴드

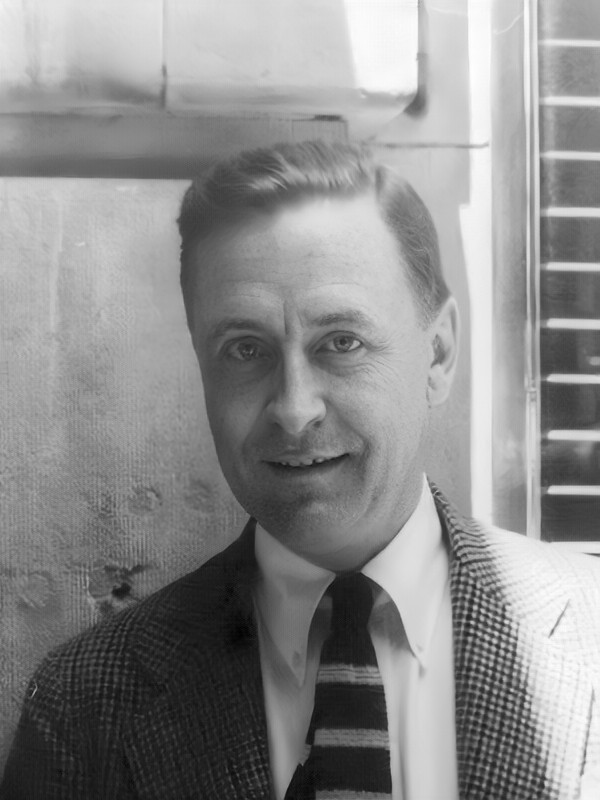
1937년, 칼 반 베흐텐이 촬영한 피츠제럴드

- 1938 MGM이 피츠제럴드와 계약을 갱신하지 않음.
- 1939 할리우드를 소재로 한 소설 「겨울 카니발(Winter Carnival)」을 뉴욕 병원에서 완성. 1940년 봄까지 할리우드에서 프리랜서로 일함.
- 1940 「마지막 거물(The Last Tycoon)」을 집필. 에스콰이어에 「팻 하비(Pat Hobby)」 실림. 12월 21일, 그레이엄의 집에서 심장마비로 사망(44세).
- 1941 미완성 유작인 「마지막 거물(The Last Tycoon)」이 친구 에드먼스 윌슨의 편집으로 출간됨.
- 1948 하일랜드 병원에서 치료 중이던 아내 젤다가 화재로 세상을 떠남.

## 저서
- 1920년 1월 《 말괄량이와 철학자들, Flappers and Philosophers 》, 첫 번째 단편집
- 1920년 3월 《 낙원의 이쪽, This Side of Paradise 》, 첫 장편 소설
- 1922년 3월 《 아름답고도 저주받은 사람들, The Beautiful and Damned 》두 번째 장편 소설
- 1922년 9월 《 재즈 시대의 이야기들, Tales of the Jazz Age 》, 두 번째 단편집. 《 벤자민 버튼의 시간은 거꾸로 간다 》란, 영화화된 유명한 작품은 이 단편집 속에 들어 있다.
- 1925년 4월 《 위대한 개츠비, The Great Gatsby 》, 세 번째 장편 소설
- 1934년 4월 《 밤은 부드러워, Tender is the Night 》, 네 번째 장편 소설
- 1935년 3월 《 기상나팔 소리, Taps at Reveille 》, 네 번째 단편집
- 1940년 《 마지막 거물, The Last Tycoon 》, 미완성 유작
- 1945년 《 붕괴, The Crack-Up 》, 유작 에세이집

## 참조
1. 1 2  올리버 티얼 (2017). 《비밀의 도서관》. 생각정거장.
2. ↑  피츠제럴드의 진외증조모인 엘리자 키(1792-1866)와 재종남매간
3. ↑  올리버 티얼 (2017). 《비밀의 도서관》. 생각정거장.
4. ↑  올리버 티얼 (2017). 《비밀의 도서관》. 생각정거장.